# Tahith Chong
Tahith Jose Girigorio Djorkaef Chong (født 4. december 1999) er en hollandsk professionel fodboldspiller, som spiller som fløjspiller for EFL Championship-klubben Luton Town.

## Klubkarriere

### Manchester United
Efter at have imponeret hos Feyenoords ungdomsakademi, blev Chong i april 2016 hentet af Manchester United. Han spillede herefter med Uniteds ungdomshold, og blev i 2017/18 sæsonen kåret som årets ungdomsspiller i klubben.
Chong gjorde sin debut for førsteholdet den 5. januar 2019 i en FA Cup-kamp imod Reading.

#### Lejeaftaler
Chong blev i august 2020 udlejet til Werder Bremen. Lejeaftalen blev afsluttet i januar 2021, og han blev i stedet udlejet til Club Brugge for resten af sæsonen.

### Birmingham City
Chong blev i juli 2021 igen udlejet, denne gang til Birmingham City. I september 2022 blev Birmingham City og Manchester United enige om en fast aftale, og Chong skiftede til Birmingham på en permanent basis.

### Luton Town
Chong skiftede i juli 2023 til Luton Town på en fast aftale. Han scorede sit første mål for klubben den 5. november af samme år i en Premier League-kamp imod Liverpool.

## Landsholdskarriere

### Ungdomslandshold
Chong har repræsenteret Holland på flere ungdomsniveauer.

### Seniorlandshold
Chong blev i juni 2021 kaldt op på Curaçaos landshold, men endte ikke med at spille for holdet, efter de valgte at trække sig fra CONCACAF Gold Cup 2021 på grund af coronaviruspandemien.

## Privat
Chong blev født i Willemstad på Curaçao. Han flyttede med sin familie til Holland som 10-årig.

## Titler
Club Brugge
- Belgiens 1. division A: 1 (2020–21)

Individuelle
- Manchester United Årets unge spiller: 1 (2017–18)